# Oberto Doria
Oberto Doria var en italiensk politiker och amiral under 1200-talet.
Doria gjorde den genuesiska sjömakten till den mest fruktade på sin tid genom sin stora seger vid Meloria (6 augusti 1284) över Pisa, då Pisas med Genuas sedan länge rivaliserande sjömakt krossades.

## Biografi
Oberto Doria föddes omkring 1230 i en av Genuas mäktigaste familjer. Han  tillhörde den adliga ätten D’oria som enligt legenden härstammade från Lady Auria.
Den 28 oktober 1270 blev Doria och brodern Lamba Doria valda att styra Genua, Capitano del Popolo. Familjen Doria tillhörde Ghibelline-partiet som stöttade det tysk-romerska partiet. Familjerna Fieschi och Grimaldi tillhörde Guelfi-partiet och stöttade påven och Kyrkostaten.

### Sjöslaget vid Meloria
Från år 1280 pågick ett handelskrig mellan Genua och Pisa. Pisa försökte få monopol på handel med Korsika, vilket Genua försökte förhindra. Den 5 augusti 1284 anföll den genuesiska flottan under befäl av Oberto Doria Pisas flotta utanför floden Arnos mynning. Genua segrade och större delen av Pisas flotta sänktes. Fredsförhandlingar med Pisa ägde rum i Dorias hem i Genua och freds slöts 1288.
Obert Doria dog 1295.

## Efterverkningar
Genua fick kontroll över Korsika och Sardinien. Av de tre maritima republikerna Venedig, Genua och Pisa, blev Genua den starkaste under 1300-talet och härskade över västra Medelhavet. Pisa återhämtade sig aldrig och blev vasallstat under Hertigdömet  Milano år 1399.